# Albiert Batyrow
Albiert Gieorgijewicz Batyrow (ros. Альберт Георгиевич Батыров, biał. Альберт Георгіевіч Батыраў, ; ur. 2 listopada 1981) – rosyjski, a od 2005 roku białoruski zapaśnik walczący w stylu wolnym. Olimpijczyk z Pekinu 2008, gdzie zajął dziewiąte miejsce w kategorii 66 kg.
Piąty na mistrzostwach świata w 2006. Zdobył trzy medale na mistrzostwach Europy, w tym złoty w 2007. Szósty w Pucharze Świata w 2010 roku.
Wicemistrz Rosji w 2004 roku.